# Black Girls Code
Black Girls Code (BGC) é uma organização sem fins lucrativos cujo foco é fornecer uma educação tecnológica para garotas afro-americanas com idade entre 7 e 17 anos. Kimberly Bryant, uma engenheira elétrica que trabalha com biotecnologia, fundou o Black Girls Code em 2011, com o intuito de aumentar a representação/representatividade feminina e negra (25%  e 3% , respectivamente, em 2012) Oferecendo cursos desde programação de computadores, código, até robótica e criação de sites, ela espera ajudar meninas afro-americanas a adquirir as habilidades necessárias para ocupar alguns dos 1.4 milhões de trabalhos na área de computação que se supõe que estarão disponíveis nos Estados Unidos em 2020.
A idéia de fundar o BGC surgiu, quando a filha de Bryant, foi a um acampamento de verão para computação (tradução livre) e se sentiu desapontada com a experiência Em uma entrevista com a Ebony, Bryant afirmou, "eu gostaria de encontrar uma maneira de envolver e interessar a minha filha em se tornar uma criadora no meio digital, ao invés de apenas uma consumidora, e eu não encontrei nenhum outro programa que visava atingir garotas como ela, de grupos pouco representados."
BGC rapidamente foi se tornando uma organização de porte maior, se expandindo pelos EUA e também no exterior do país. Sediada em Bayview-Hunters Point, San Francisco, a organização tinha 2 mil estudantes em agosto de 2013, com 7 filiais operando em 7 estados americanos, e também em Johannesburgo, na África do Sul. A BCG depende de um vasto grupo de voluntários que elaboram e ministram workshops. Profissionais da TI são convidados a compartilhar suas experiências com as jovens estudantes, ajudando-as a se familirizar com os fundamentos do desgin de software em linguagens como Scratch e Ruby on Rails. Todo o ano, atividades para depois da escola são alternadas com workshops que duram o dia inteiro; um curso extensivo é ministrado durante o verão. A organização depende de doações para financiar suas atividades. As aulas são ministradas com taxas módicas, porém 75% das estudantes são bolsistas. O lema da Black Girls Code é: "Imagine. Construa. Crie.--Imagine um mundo onde todos possuem as ferramentas para ser bem sucedidos, e então nos ajudar a construir caminhos para que todos possam ter acesso à informação e criar uma nova era de mulheres de cor na tecnologia."

## Referencias
1. ↑  http://www.bls.gov/cps/wlf-databook-2012.pdf
2. ↑  Did You Know: Demographics on Technical Women | National Center for Women & Information Technology
3. 1 2  Robehmed, Natalie (30 de agosto de 2013). «Black Girls Code Tackles Tech Inclusion». Forbes. Consultado em 16 de abril de 2014
4. ↑  http://www.ncwit.org/sites/default/files/resources/btn_02272013web.pdf
5. ↑  Lynn, Samara (9 de dezembro de 2013). «American Express, BlackGirlsCode, and Internet Backlash». PC Magazine. Consultado em 16 de abril de 2014
6. ↑  Gilpin, Lyndsey (7 de abril de 2014). «Black Girls Code founder Kimberly Bryant: Engineer. Entrepreneur. Mother.». TechRepublic. Consultado em 16 de abril de 2014
7. ↑  Phanor-Faury, Alexandra (19 de março de 2014). «Black Girls Code's Kim Bryant Talks Bits and Bytes». Ebony. Consultado em 16 de abril de 2014
8. ↑  Ntim, Lottie (12 de dezembro de 2013). «When Black Girls Code». The Huffington Post. Consultado em 16 de abril de 2014
9. 1 2  What We Do - BlackGirlsCode.com